# Das Intercom-Komplott
Das Intercom-Komplott (englischer Originaltitel The Intercom Conspiracy) ist ein Politthriller bzw. Spionageroman von Eric Ambler von 1969, der 1971 erstmals in deutscher Übersetzung erschien. Die Rahmenhandlung spielt 1968. Die Chefs der Militärgeheimdienste zweier kleiner NATO-Staaten sind über die herablassende Behandlung durch ihren US-amerikanischen Verbündeten beleidigt. Aus Rache und um ihre zukünftigen Pensionen aufzubessern, lancieren sie Dienstgeheimnisse an die in Genf erscheinende Zeitschrift Intercom, deren ahnungsloser Herausgeber sich ungewollt in der Rolle eines Whistleblowers wieder findet und zwischen die Fronten diverser Geheimdienste gerät. Ein Historiker, der zufällig auf die Hintergründe der Verschwörung gestoßen ist und seine Erkenntnisse veröffentlichen will, verschwindet spurlos.

## Handlung
Die Obristen Jost und Brand sind Direktoren der Nachrichtendienste von zwei namentlich nicht genannten kleinen NATO-Staaten, die jedoch aufgrund von geographischen Beschreibungen als Norwegen und Dänemark bzw. die Niederlande oder Belgien interpretiert werden könnten. Beide waren im Zweiten Weltkrieg in Untergrundbewegungen als Partisanen gegen die deutsche Besatzungsherrschaft tätig und lernten sich 1953 auf einer NATO-Tagung in der Nähe von Paris kennen. Was sie im Laufe ihrer Bekanntschaft immer weiter verbindet, ist die Abneigung gegenüber den USA, da man sie bei einem Eklat auf der französischen NATO-Tagung nicht wie Verbündete, sondern potentielle Gegner behandelt hat. Ihre Verärgerung wurde und wird noch dadurch geschürt, als dass ihnen per Dienstvorschrift befohlen ist, den USA Sympathie entgegenzubringen.
Aus dem Eklat – sie wurden von einem amerikanischen Leutnant für getarnte Reporter in Uniform gehalten – zogen sie den Schluss, dass Geheimdienste, gleich welcher Seite, einen gemeinsamen Gegner besitzen: Journalisten. Nur diese sind in der Lage, das Spiel der Dienste zu durchschauen: Dass die eigenen Geheimnisse der Gegenseite in der Regel längst bekannt sind, aber der Öffentlichkeit und Politik gegenüber der Schein gewahrt werden muss, um die eigene Bedeutung zu unterstreichen und die Existenz der Dienste zu sichern. Alle Geheimdienste hätten Angst vor dem
... kleinen Jungen, der des Kaisers neue Kleider durchschaute, der den Kaiser nackt sah.
Das Intercom-Komplott
Auf einer Londoner Tagung 1964 wird ihnen klar, dass sie aufgrund der politischen Entwicklung im Kalten Krieg in der NATO nur noch die Rolle des Dorfpolizisten einnehmen werden. Die Russen sind ihnen nicht sympathischer als die Amerikaner; beide Obristen wissen, dass die Geheimdienste beider Großmächte ungeniert auf dem Territorium der beiden kleinen NATO-Mitglieder operieren. Bei einem Treffen in einem Londoner Klub schlägt Brand vor, ihre zukünftigen Pensionskassen durch eine eigene nachrichtendienstliche Operation aufzubessern. Dabei geht es nicht um die Lancierung von Desinformation, sondern um echte Informationen, die intern vermutlich bereits bekannt sind, deren Publikation jedoch für die jeweilige Seite peinlich wäre.
1965 treffen sich Jost und Brand in Rom wieder. Jost hat in der Presse von einem Fälscherskandal erfahren. Ein mexikanischer Fälscher hatte wertvolle alte Briefmarken samt Stempeln und Aufdrucken nachproduziert und diese an sich wertlose Ware auf dem Sammlermarkt angeboten. Um die missliebige Quelle zu stopfen, kaufte das US-Schatzamt dem Fälscher seine Werkstatt ab und brachte ihn dazu, eine Verpflichtungserklärung zu unterschreiben, die Fälschungen in Zukunft zu unterlassen. Brand und Jost beschließen, sich diesen Modus Operandi als Vorbild für ihre Operation zu nehmen.
Die Stunde der Verschwörer schlägt, als der amerikanische Brigadegeneral a. D. Luther B. Novak im Alter von 62 Jahren in Genf an einem Herzinfarkt verstirbt. Novak unterhielt dort das wöchentlich erscheinende Nachrichtenblatt Intercom. Intercom ist das Sprachrohr von Novaks Intercom-Foundation, einer antikommunistischen Stiftung, deren rechtsextreme Ansichten schon zu Konflikten mit der CIA und dem amerikanischen Außenministerium führten. Finanziert wird die Stiftung durch drei Millionäre, die den Weltkommunismus bekämpfen und dafür Dokumentarfilme, Funk- und Fernsehsendungen „und unlesbare, aber teuer aussehende Bücher und Pamphlete“ produzieren. Die Stiftung unterhält auch ein Forschungsinstitut, an dem antikommunistische Studien betrieben werden, was Brand zu der Frage bewegt, was darunter wohl zu verstehen ist.
Brand und Jost beschließen, Intercom aufzukaufen. Brand hat sich über einen Mittelsmann mit Novaks Tochter als Erbin der Zeitschrift in Verbindung gesetzt und 10.000 US-$ angeboten. Die Intercom Publishing Enterprises AG besteht tatsächlich nur aus einem Büro und etwas Inventar. Herausgeber der Zeitschrift ist der 55-jährige Kanadier Theodore Carter. Seine Artikel bezieht er aus sogenannten Papierfabriken, die durch Regierungen, Emigrantenorganisationen oder Separatistenbewegungen finanziert werden und neben Falschinformationen auch gefälschte Dokumente produzieren. Carter lebt mit seiner 23-jährigen Tochter Valerie in Genf und gilt als schwerer Trinker, ohne Alkoholiker zu sein. Ob er tatsächlich Antikommunist ist, bezweifelt Brand. Jost und Brand wissen, dass Carter bei ihrer Operation in die Schusslinie fremder Geheimdienste geraten wird, doch nehmen sie dies in Kauf. Warnen können sie Carter nicht, da ihr Plan dann auffliegen würde.
Brand verschafft sich eine Tarnidentität als Arnold Bloch aus München, der behauptet, für westdeutsche und französische Firmen im Waffenhandel tätig zu sein. Sein Büro ist lediglich eine Briefkastenfirma. Auch Jost verschafft sich eine Legende und tritt in Genf gegenüber Carter als der Hamburger Geschäftsmann Werner Siepen auf, der nur über ein Postfach zu erreichen ist. Geschäftsführer von Intercom ist der Rechtsanwalt Dr. Martin Bruchner, gleichzeitig Major der Reserve des Schweizer Heeres. Für die Abwicklung der Geschäfte ist das Bankhaus Schwob zuständig.
Brand-Bloch und Jost-Siepen lancieren nun über Intercom sogenannte SESAM-Bulletins; an sich harmlose Nachrichten wie z. B. ungenügende Flugfähigkeiten des neuen NATO-Jagdflugzeugs FG 115 oder die mangelnde Einsatzbereitschaft russischer Raketen. Wie erwartet, wird Intercom-Herausgeber Carter schon bald von zweifelhaften Besuchern, die er ironisch als Butzemänner bezeichnet, heimgesucht. Sie gehören offenbar der CIA an wie die angeblichen Journalisten Mr. Goodman und Mr. Rich oder dem KGB, wie der Österreicher Emil Strommin, die angebliche Französin Madame Coursaux, der Franzose Pierre Morin oder der Westdeutsche Schneider.
Kurz darauf wird in Blochs Münchner Büro eingebrochen; die dortige Kriminalpolizei ermittelt, kann jedoch Bloch nie erreichen. Auch werden erste Angebote zur Übernahme von Intercom in Höhe von 50.000 Dollar gemacht. Brand-Bloch ist diese Summe zu niedrig angesetzt; von Stuttgart aus sendet er ein Telegramm nach Genf und fordert als Verkaufspreis mindestens 500.000 Dollar.
Aufgrund seiner Stellung als Major der Reserve erkennt Dr. Bruchner, dass die SESAM-Bulletins von Bloch stammen müssen. Ihm ist klar, dass diese Informationen durch Sicherheitslücken der NATO und des Warschauer Pakts geschlüpft sein müssen, Carter erkennt währenddessen, dass Bloch keine Waffen, sondern nur Geheimnisse als kalkulierte Indiskretion verkauft – eigentlich soll nur Schweigen veräußert werden. Carter vermutet daher, dass der Einbruch in Blochs Münchner Büro vom westdeutschen Bundesamt für Verfassungsschutz (BfV) verübt wurde, der Auftraggeber dahinter jedoch die CIA war.
Carter wird von Morin und Schneider entführt und unter Druck gesetzt, doch dieser kann immer nur wieder zugeben, alle Informationen von Bloch zu bekommen. Die Agenten lassen ihn laufen, warnen ihn aber, die Schweizer Sicherheitsbehörden zu verständigen. Schließlich entdeckt Carter in seinem Büro Einbrecher, die er im Dunkeln für Schneider und Morin hält. Die Unbekannten betäuben ihn mit einem Nervengas und Carter wird ohnmächtig. Als er wieder zu sich kommt, trinkt er reichlich Whisky. Als er kurz darauf sieht, wie Goodman und Rich das Bürogebäude betreten, flieht er in Panik und verursacht einen Verkehrsunfall. Er verliert das Bewusstsein und wird leicht verletzt in ein Krankenhaus eingeliefert.
Hier wird er zuerst von Kommissar Vauban vernommen, schließlich durch den Psychiater Dr. Loriol. Dieser beginnt nach anfänglichen Zweifeln, Carters abenteuerlich wirkende Darstellung zu glauben. Der Herausgeber ist jetzt völlig verzweifelt. Er sieht nur noch einen Ausweg: Er will mittels Intercom zurückschlagen und konstruiert hierzu eine CIA-KGB-Verschwörung. Unter dem Titel "CIA-Gangster fanden neue Verbündete" entwirft Carter einen Artikel, in dem er sein Zusammentreffen mit den Agenten beider Seiten völlig übertreibt. Außerdem werden Bezüge zu den ominösen Todesumständen des Vizepräsidenten des Bundesnachrichtendienstes Horst Wendland sowie des westdeutschen Admirals Hermann Lüdke, der in Brüssel für die NATO-Logistik zuständig war, angedeutet (Lüdke-Affäre).
Tatsächlich veröffentlicht Carter den Artikel, woraufhin er prompt von den Schweizer Behörden verhaftet und sein Büro durchsucht wird. Durch die Publikation wird die westeuropäische Presse auf den Fall aufmerksam, was wiederum dazu führt, dass sich die ermittelnden Behörden mit der Affäre befassen müssen, was einige Konfusion erzeugt, da Carter tatsächliche Vorgänge mit Fiktionen vermischte.
Unmittelbar nach Carters Verhaftung erhält Dr. Bruchner ein neues Angebot für Intercom, das von Brand-Bloch sofort akzeptiert wird. Die Kaufsumme von zwei Millionen Schweizer Franken soll auf das Nummernkonto eines Basler Korrespondenten einer libanesischen Bank eingezahlt werden. Der unbekannte neue Inhaber lässt das Erscheinen von Intercom sofort einstellen. Drei Wochen später wird die Zeitschrift endgültig liquidiert. Bloch verschwindet spurlos, die Käufer der Zeitschrift bleiben unbekannt, da die Schweizer Sicherheitsbehörden und das abwickelnde Bankhaus Schwob kein Interesse an einer Aufklärung der Hintergründe haben, was insbesondere von der westdeutschen Presse stark kritisiert wird.

## Die Rahmenhandlung: Das Verschwinden des Charles Latimer Lewinson
Ambler hat der eigentlichen Handlung eine pseudorealistische, von ihm selbst unterzeichnete Einleitung vorangestellt, in der die ganze Handlung als unvollendetes Buchmanuskript des ehemaligen Thrillerautoren und nunmehrigen Historikers Charles Latimer Lewinson vorgestellt wird. Die Haupthandlung wird immer wieder durch Auszüge aus dem Manuskript unterbrochen, das Carter vorliegt. Doch Latimer ist spurlos verschwunden.
Da das Buch bereits von dem Londoner Verleger bereits angekündigt worden ist, macht sich Carter nach der Einstellung von Intercom in dessen Auftrag auf die Suche nach dem Vermissten. Latimer wollte zur Abrundung seiner Recherchen von Genf nach Brüssel fliegen, um dort einen NATO-Beamten zu interviewen. In Latimers Unterlagen findet Carter den Hinweis, dass dieser vier Organisationen verdächtigte, Intercom aufgekauft zu haben. Sicher ist lediglich, dass Latimer nie in Brüssel ankam, allerdings auch nie das Flugzeug bestieg, für das er ein Flugticket besaß. Zuletzt wurde er lebend in Ferney-Voltaire am Schweizer Grenzübergang nach Frankreich gesehen.
Carter fliegt nach Mallorca, wo Latimer offenbar Kontakte zu Jost hatte. Carter trifft Jost, den er sofort als Werner Siepen wiedererkennt. Jost-Siepen jedoch behauptet, lediglich Siepen zu sein und einen Jost nicht zu kennen. Er gibt allerdings zu, Kontakt zu Brand zu haben. Carter erfährt, dass Latimer rein zufällig auf die Affäre gestoßen ist: Jost ist auf Mallorca ein Grundstücksnachbar von Latimer. Jost gibt zu, dass er in einem Gespräch mit Latimer unabsichtlich eine Indiskretion begangen hat, aus der Latimer schließen konnte, dass Jost in die Intercom-Affäre verwickelt ist. Diesen Zusammenhang wollte Latimer in seinem Buch öffentlich machen.
Jost-Siepen macht Carter gegenüber keinen Hehl daraus, dass der inzwischen schwer an Krebs erkrankte Brand, der in der Untergrundbewegung Sprengstoffexperte war, Latimers Recherchen als existenzielle Bedrohung angesehen habe. Aus Jost-Siepens Andeutungen schließt Carter, dass Brand für das Verschwinden von Latimer verantwortlich sein könnte und sich dessen Leiche möglicherweise unter dem meterdicken Beton einer Autobahnbaustelle irgendwo in Frankreich oder Belgien befindet.
Allerdings weiß auch Jost-Siepen nicht, wer Intercom aufgekauft hat. Er persönlich vermutet, dass der Käufer das Bundesamt für Verfassungsschutz war, das von der CIA die Mittel dafür erhielt.

## Werkgeschichte
Inspiriert wurde Ambler angeblich durch den Fall des belgisch-mexikanischen Briefmarkenfälschers Raul Charles de Thuin, der Mitte der 1960er Jahre Aufsehen erregte. De Thuin hatte perfekt antike Briefmarken gefälscht und auf den internationalen Markt geworfen. Um einen Preisverfall durch zukünftige Fälschungen zu verhindern, kaufte die American Philatic Society im Dezember 1966 von de Thuin sowohl die restlichen Briefmarken als auch die Druckstöcke auf.
Ursprüngliche Werktitel waren To Kill a Giant und The Giantkillers, die die Schwerfälligkeit und Unbeholfenheit von CIA und KGB charakterisieren sollten. Obwohl die 1960er Jahre ein Höhepunkt der Spionageliteratur waren, blieb Das Intercom-Komplott Amblers einziger Roman zum Ost-West-Konflikt.

## Verfilmungen
- 1978 produzierte das italienische Fernsehen RAI den vierteiligen Fernsehfilm Riccatto internazionale (Italienisch: Internationale Erpressung), Regie: Dante Guardamagna, mit Renzo Palmer in der Rolle Theodore Carters.
- 1989 produzierte das britische Fernsehen die vierteilige Fernsehserie A Quiet Conspiracy, Regie: John Gorrie mit Joss Ackland in der Rolle Carters; Ambler war am Drehbuch beteiligt.